# Haus Neville

Wappen der Nevilles

Das Haus Neville (später Nevill) ist eine Adelsfamilie frühmittelalterlichen Ursprungs, das im späteren Mittelalter eine führende Kraft in der englischen Politik war. Die Familie wurde zu einer der beiden Machtzentren in Nordengland und spielte zusammen mit ihrem Rivalen, dem Haus Percy, eine zentrale Rolle in den Rosenkriegen.

## Herkunft
Die Nevilles werden als Nebenlinie des Hauses Dunkeld angesehen, als Nachkommen von Crínán († 1045), dem erblichen Laienabt von Dunkeld. Gesichert ist die Stammfolge erst ab der 5. Generation mit Dolfin, Sohn von Uhtred, der 1131 Staindrop im County Durham von Prior Algar von Durham erhielt und ihm huldigte, aber auch dem König von England und dem König von Schottland. Da nach der normannischen Eroberung der größte Teil der angelsächsischen Aristokratie Englands enteignet und durch eine neue normannische Elite ersetzt wurde, ist die Kontinuität, die sich hier abzeichnet, ungewöhnlich, auch wenn diese im hohen Norden Englands häufiger als im Süden anzutreffen ist. Staindrop blieb bis 1569 der Hauptsitz der Familie: die wichtigste Residenz war Raby im Norden der Gemeinde Staindrop, wo im 14. Jahrhundert Raby Castle gebaut wurde.
Dolfins Enkel Robert FitzMaldred heiratete die anglonormannische Erbin Isabel de Neville, Tochter von Geoffrey de Neville, 2. Baron of Ashby in Lincolnshire. Deren Sohn Geoffrey "de Neville" († um 1242) erbte die Ländereien sowohl der mütterlichen als auch der väterlichen Familie, nahm den Familiennamen der Mutter an, behielt aber das väterliche Wappen bei.

## Der Weg zur Macht
Der Wohlstand und die Macht der Familie wuchsen in den folgenden Jahrhunderten stetig an. Ihre regionale Stellung profitierte stark von der häufigen Ernennung zu königlichen Ämtern wie Sheriff, Castellan, Justice of the Forest und Justice of the Peace in verschiedenen Teilen Nordenglands. Diese Ämtervergabe begann mit Geoffrey de Nevilles Sohn Robert unter Heinrich III. von England, den Robert gegen die von Simon de Montfort geführte Adelsopposition (Zweiter Krieg der Barone), unterstützte. Roberts Enkel Ranulph Neville wurde einer der Gründungsmitglieder der Peerage of England, als er 1295 in das House of Lords berufen wurde und damit am Anfang der Barons Neville de Raby steht.
Der Dienst in den Kriegen des späten 13. und 14. Jahrhunderts gegen Schottland und später im Hundertjährigen Krieg in Frankreich war von zentraler Bedeutung für die weitere Zunahme des Ansehens der Familie. 1334 wurde Ralph Neville, Lord of Raby zu einem der Warden of the Marches, den Oberkommandierenden der Grenzverteidigung, ernannt, und häufig waren es später Nevilles, die dieses Amt übernahmen. Ralph befehligte die Armee, die 1346 die Schotten in der Schlacht von Neville’s Cross bei Durham schlug und den schottischen König David II. gefangen nahm. Mitte des 14. Jahrhunderts wurden die Neville auch mit der Seeverteidigung beauftragt, als sie das Amt des Admiral of the North übertragen bekamen. Ab dieser Zeit wurden sie auch für Hof- und Kirchenämter herangezogen, als der Sieger von Neville’s Cross zum Steward of the Royal Household ernannt wurde und ihm nach seinem Tod (1368) sein Sohn John Neville in diesem Amt folgte; Johns Bruder Alexander Neville wurde 1374 Erzbischof von York und zu einem engen Berater des Königs Richard II., allerdings zusammen mit Richards anderen führenden Anhängern strafrechtlich verfolgt, als die Lords Appellant 1386/96 die Macht ausübten. Sein Besitz wurde beschlagnahmt, er entkam aber als Geistlicher den Todesurteilen gegen seine Kollegen.

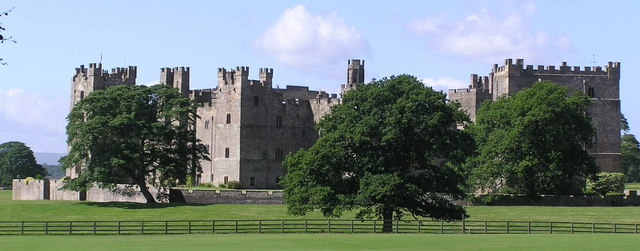
Raby Castle

Ende des 14. Jahrhunderts hatte die Familie eine breite Palette von Ländereien in Nordengland erworben. Neben ihrer ursprünglichen Machtbasis in der Grafschaft Durham hatten sie umfangreichen Landbesitz in Nord- und Zentral-Yorkshire sowie in Cumberland und Northumberland, vereinzelt darüber hinaus in Lancashire, Lincolnshire, Norfolk, Northamptonshire, Bedfordshire und Essex. Sie erwarben oder errichteten bedeutende Burgen in Brancepeth bei Durham und in Middleham, Sheriff Hutton und Snape in Yorkshire.

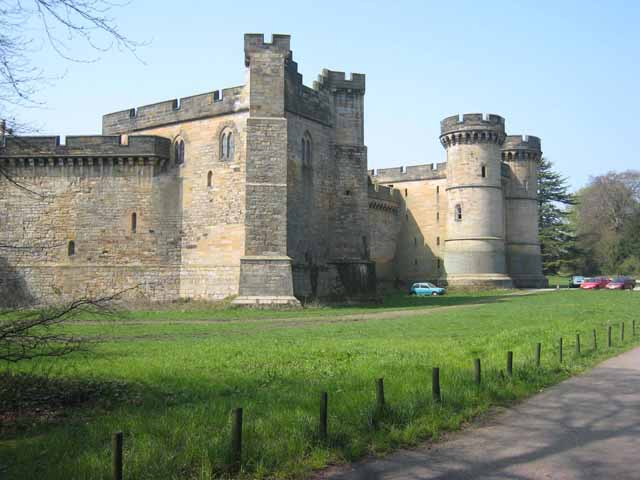
Brancepeth Castle

## Earls of Westmorland
Die Zugehörigkeit der Nevilles zu den höchsten Adelsrängen wurde 1397 offiziell anerkannt, als Ralph Neville von Richard II. zum Earl of Westmorland ernannt wurde. Zu dieser Zeit wurde die Macht der Nevilles in Norden nur vom Haus Percy, den Earls of Northumberland, übertroffen, woraus sich eine heftige Rivalität entwickelte. Diese konkurrierenden Magnaten des Nordens genossen aufgrund der Abgeschiedenheit und Unsicherheit der Region, in der sie etabliert waren, ein außergewöhnliches Maß an Autonomie gegenüber der königlichen Autorität. Der König, dessen Hof im Süden ansässig war, musste sich auf die mächtigen Lords beider Häuser verlassen, um die Grenze vor einer schottischen Invasion zu schützen, den gegenseitigen Einfluss auszugleichen und bei den allgemeinen Regierungsgeschäften zu helfen.

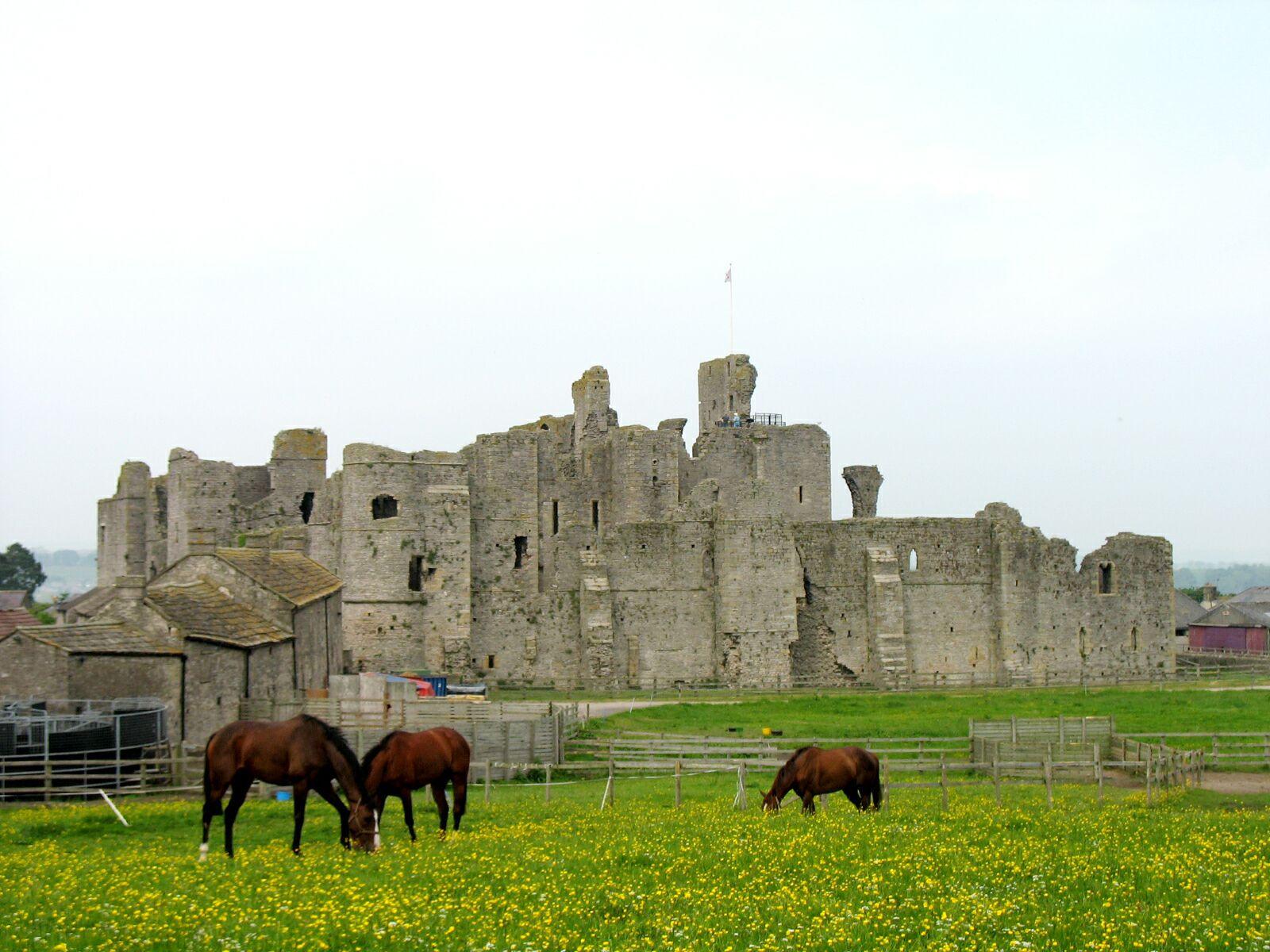
Middleham Castle

Obwohl die Familie zuvor Richard II. nah gestanden hatte, schloss sich Earl Ralph schnell Henry of Bolingbroke an, als dieser 1399 in England landete, um Richard zu stürzen: Westmorland war mit Joan Beaufort verheiratet, der Halbschwester Heinrichs. Heinrich erweiterte die Politik Richards II., die Macht der Nevilles zur Kontrolle der lästigen Percys zu stärken, und die Nevilles profitierten von der Schwächung der Percys durch die Unterdrückung einer Reihe von Aufständen, in die die Percys involviert waren, durch die Krone.

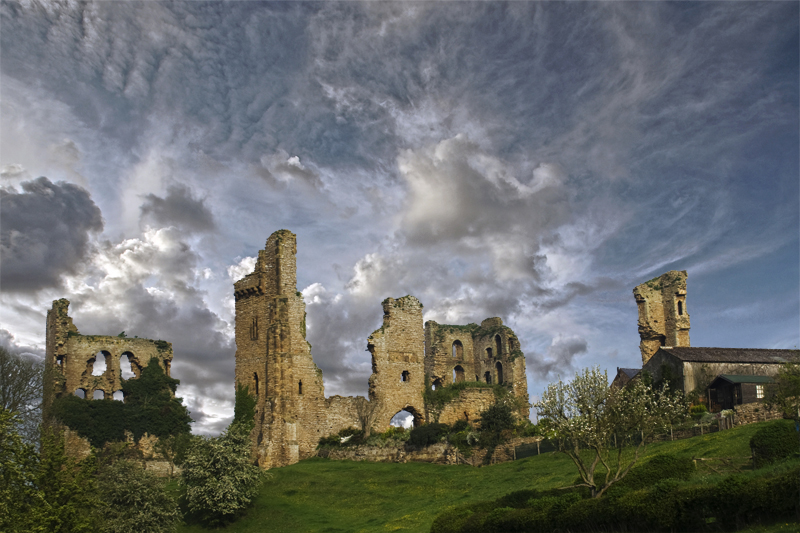
Die Ruine von Sheriff Hutton Castle

Während die königliche Ehe das politische Ansehen der Nevilles steigerte, führte sie zu einer ernsthaften Spaltung der Familie. Earl Ralph war zuvor mit Margaret Stafford verheiratet gewesen, und der Titel des Earls of Westmorland ging auf seinen Sohn aus dieser Ehe über. Er bevorzugte jedoch seine Söhne aus der zweiten Ehe, die den Großteil des Erbes bei seinem Tod erhielten. Dies führte zu erbitterten Streitigkeiten und zu einer dauerhaften Entfremdung zwischen den Nevilles von Raby, die von Margaret Stafford abstammen, und den Nevilles von Middleham, die von Joan Beaufort abstammen.
Zusätzlich zu seinem Erbe erhielt Ralphs ältester Sohn von Joan Beaufort, Richard Neville, das Earldom of Salisbury durch die Heirat mit dessen Erbin. Salisburys ältester Sohn Richard wurde auf die gleiche Weise Earl of Warwick. Diese Ehen brachten der Familie riesigen weiteren Grundbesitz ein: derjenige in der Grafschaft Warwick, die von der Familie Beauchamp geerbt wurden, konzentrierte sich hauptsächlich auf Warwickshire und Worcestershire, hinzu kam Besitz in der Grafschaft Durham, Devon, Cornwall und den Welsh Marches. Die wichtigsten Salisbury-Güter, die früher von den Montagus gehalten wurden, lagen im Südwesten mit Clustern in Devon, Dorset, Somerset und Wiltshire. Die Familie erwarb in dieser Zeit auch die Baronie Latimer, die Baronie Fauconberg und die Bergavenny, die an jüngere Söhne weitergegeben wurden.

## Rosenkriege

### Unterstützer Yorks
Salisbury und Warwick waren in den frühen Phasen der Rosenkriege die wichtigsten Unterstützer von Richard Plantagenet, 3. Duke of York. Sie erwarteten wahrscheinlich, dass eine Machtergreifung Yorks eine günstige Lösung der Erbstreitigkeiten in der Familie und der Auseinandersetzungen mit den Percys um die Vormachtstellung im Norden bringen könnte. Auch waren sie durch eine Ehe mit York verbunden, da er Salisburys Schwester Cecily Neville geheiratet hatte: unter ihren gemeinsamen Kindern waren die zukünftigen Könige Eduard IV. und Richard III. Zusätzlich zu ihrem eigenen Reichtum und ihrer bewaffneten Gefolgschaft wurde das Gewicht der Nevilles in diesem und den folgenden Konflikten durch Warwicks Position als Constable of Calais und Commissioner for the keeping of the seas gestärkt: diese Ämter gaben ihm das Kommando über Englands einzige bedeutende stehende Streitmacht und die Kontrolle über eine Kriegsflotte; sie ermöglichten es ihm auch, enge Beziehungen zu den Londoner Merchants of the Staple aufzubauen, einer wichtigen Quelle ihrer finanziellen Unterstützung, sowie bei der unzufriedenen Bevölkerung Londons und des Südostens, insbesondere von Kent, an Popularität zu gewinnen, die Warwick und seine Verbündeten wiederholt zum Aufruhr anstachelten. York und Salisbury wurden 1460 in der Schlacht von Wakefield getötet, aber Warwick half Yorks Sohn Eduard, Earl of March, Heinrich VI. abzusetzen und 1461 als Eduard IV. den Thron zu besteigen.
Zu den Belohnungen der Familie für ihre Unterstützung gehörte die Erhebung von Salisburys Bruder William Neville, Lord Fauconberg zum Earl of Kent. Er, Warwick und Salisburys jüngerer Sohn John Neville, der jetzt zum Baron Montagu erhoben wurde, leiteten die Unterdrückung des anhaltenden Widerstands des Hauses Lancaster im Norden, wo die verdrängte Dynastie nach ihrer entscheidenden Niederlage in der Schlacht von Towton im Jahr 1461 drei Jahre lang aushielt. Die Percys gehörten zu den wichtigsten Unterstützern Lancasters und durch den Tod von Henry Percy, 3. Earl of Northumberland in Towton und die endgültige Beseitigung des Widerstands im Norden 1464 triumphierten die Nevilles über ihre Rivalen und konnten 1465 für John Neville das Earldom Northumberland erwerben.

### Unzufriedenheit und Abtrünnigkeit
Warwick, jetzt der reichste Mann in England nach dem König, war in den Anfangsjahren die Macht hinter dem Thron in Eduards Herrschaft, aber die beiden Männer überwarfen sich einige Zeit später: Ihre Entfremdung war zum großen Teil auf die 1464 geschlossene geheime Ehe des Königs mit Elizabeth Woodville zurückzuführen. Dies demütigte Warwick, der mit Ludwig XI. von Frankreich ein Abkommen ausgehandelt hatte, wonach Eduard Bona von Savoyen (Tochter von Herzog Ludwig und später Ehefrau von Galeazzo Maria Sforza, Herzog von Mailand) heiraten sollte, die Schwägerin des französischen Königs. Die Störung der Beziehungen wurde durch den späteren Einfluss der Woodvilles weiter verschärft, die sich erfolgreich gegen Warwicks Außenpolitik wandten.
1469 übernahm Warwick gemeinsam mit seinem Bruder George Neville, dem Erzbischof von York, und Eduards Bruder George Plantagenet, 1. Duke of Clarence die Kontrolle über die Regierung: ihr Bündnis war durch Clarences Ehe mit Warwicks Tochter Isabel Neville gefestigt worden. Der König wurde in Middleham Castle eingesperrt, aber der Versuch, in seinem Namen zu regieren, scheiterte, da das neue Regime seine Autorität nicht durchsetzen konnte, und im Oktober musste Eduard wieder freigelassen werden. Der König verzichtete darauf, die Rebellen zu bestrafen, versuchte jedoch, das Gegengewicht zu den Nevilles im Norden wiederherzustellen, indem er dem enteigneten Erben Henry Percy, die Grafschaft Northumberland zurückgab – womit John Neville, der dem König treu geblieben war, als seine Brüder rebellierten, seinen Titel, sein Land und seine Ämter entzogen wurden. Eduard versuchte Johns Treue zu bewahren, indem er ihn mit Ländereien im Südwesten, dem neuen Titel Marquess of Montagu und der Verlobung seines kleinen Sohnes George Neville mit seiner ältesten Tochter (und derzeitigen Erbin) Elizabeth of York entschädigte. George wurde in Anerkennung seiner Zukunftsaussichten zum Herzog von Bedford ernannt. All dies konnte Montagu jedoch offensichtlich nicht besänftigen.
Warwick und Clarence rebellierten 1470 erneut und wollten offenbar Clarence auf den Thron setzen. Besiegt flohen sie ins Ausland, wo sie mit den im Exil lebenden Anhängern Lancasters gemeinsame Sache machten und Warwick Tochter Anne Neville mit Edward of Westminster verheirateten, den einzigen Sohn Heinrichs VI. Als Warwick und andere Anführer dieser Allianz in England landeten, um erneut eine Revolte auszulösen, wurden sie von führenden Adligen unterstützt, die sich noch in England befanden, einschließlich Montagu, der sich mit den Truppen, die er nominell für Eduard IV. aufgestellt hatte, jetzt gegen den König wandte. Eduard floh aus dem Land und Heinrich VI. wurde kurzzeitig auf den Thron gesetzt, aber Eduard ging bald erfolgreich zum Gegenangriff über: Warwick und Montagu wurden 1471 in der Schlacht von Barnet getötet.

## Nachwirkungen
Warwick und Montagu wurden nie offiziell angeklagt, was den Verlust ihres Eigentums bedeutet hätte. Trotzdem ließ das siegreiche Haus York nicht zu, dass der Erbprozess bei den Nevilles einem normalen Rechtsweg folgte. Montagus Güter hätten an seinen Sohn George Neville, Herzog von Bedford, übergehen sollen, zusammen mit dem beträchtlichen Teil von Warwicks ererbten Besitztümern, die männlichen Erben zur Verfügung gestellt worden waren, was Bedford Vorrang vor Warwicks Töchtern einräumte. In der Praxis wurde Bedford jedoch sein Erbe verweigert, während seine Verlobung mit Elizabeth von York gelöst wurde. Er wurde schließlich 1478 durch das Parlament seines Titels beraubt, angeblich weil ihm das Vermögen fehlte, das erforderlich war, um den Status eines Herzogs aufrechtzuerhalten.
Das Erbe der Middleham-Nevilles hingegen wurde zum Gegenstand von Streitigkeiten zwischen König Eduards Brüdern, Richard, Duke of Gloucester, und Clarence, die vor der Schlacht von Barnet in den Schoß der Familie zurückgekehrt waren. Clarence, dessen Anspruch auf seiner Ehe mit Isabel Neville beruhte, erlangte die Grafschaften Warwick und Salisbury. Gloucester erwarb die alten Neville-Ländereien im Norden und begründete seinen Anspruch durch die Heirat mit Anne Neville, die durch den Tod von Edward of Westminster bei der endgültigen Niederlage der Lancasters in der Schlacht von Tewkesbury im Jahr 1471 zur Witwe geworden war. Das von den Nevilles geerbte Land im Norden und deren Klientel wurden zu Gloucesters Hauptmachtbasis, und er nahm Middleham Castle als seinen Hauptwohnsitz an, bis er 1483 als Richard III. den Thron usurpierte.
In der Entfremdung zwischen den beiden Zweigen der Familie hatten die Nevilles of Raby, angeführt von Ralph Neville, Earl of Westmorland, sich von Anfang an auf die Seite Lancasters gestellt. Westmorlands Bruder John Neville, Lord of Raby, wurde bei der Niederlage von Towton getötet. Die Linie der Earls of Westmorland überstand die Kriege, aber der Verlust der meisten Güter ihrer Vorfahren an die Nevilles of Middleham und deren anschließender Untergang ließen sie stark geschwächt zurück.
Auch die jüngeren Linien der Nevilles überlebten, darunter die Inhaber der Latimer- und Bergavenny-Baronien in Snape und Abergavenny. Edwar Neville, Lord Bergavenny, war vor vielen Jahren von seinem Neffen, dem Earl of Warwick, gewaltsam seines Erbes beraubt worden. Während der Kriege hatte jede dieser Nebenlinien manchmal mit, manchmal gegen die Hauptlinie der Middleham-Nevilles gekämpft, die von Salisbury und Warwick angeführt wurden.

## Jüngere Geschichte
Die regionale Macht der nördlichen Magnaten, die bereits durch die Verluste in den Rosenkriegen stark geschwächt worden war, wurde durch die wachsende Macht der Zentralregierung im 16. Jahrhundert weiter reduziert. 1569 begruben die Nevilles und Percys ihre traditionelle Rivalität, um einen Aufstand der nördlichen Earls zu wagen in dem Versuch, Elizabeth I. zu stürzen und sie durch die katholische Maria Stuart zu ersetzen. Der Aufstand geriet zum Fiasko, und Charles Neville, der Earl of Westmorland, floh ins Ausland ins Exil. Er wurde in Abwesenheit angeklagt und verlor seinen Titel und seinen Besitz. Er starb 1601 ohne männliche Erben als letzter der älteren Neville-Linie.
Der Latimer-Zweig der Familie war 1577 ebenfalls ausgestorben, aber die Bergavenny-Linie existiert weiter. Nach dem Tod von Henry Nevill, 6. Baron Bergavenny, im Jahr 1587 führte seine Tochter Mary Nevill einen Rechtsstreit, um als Erbin des gesamten verbleibenden Erbes von Neville anerkannt zu werden. Letztendlich wurden diese Ländereien jedoch zwischen ihr und ihrem Cousin Edward Nevill, aufgeteilt, der den Baronialtitel erbte. Ihr Sohn Francis Fane erbte durch sie den sehr alten Titel Baron le Despencer. Für ihn wurde der Haupttitel der Familie Neville als Earl of Westmorland neu geschaffen und verbleibt seitdem bei seinen männlichen Nachkommen.
Edward Nevills Nachkommen wurden zu Earls of Abergavenny und zu Marquesses of Abergavenny erhoben. Diese Linie existiert ebenfalls noch.

## Wappen

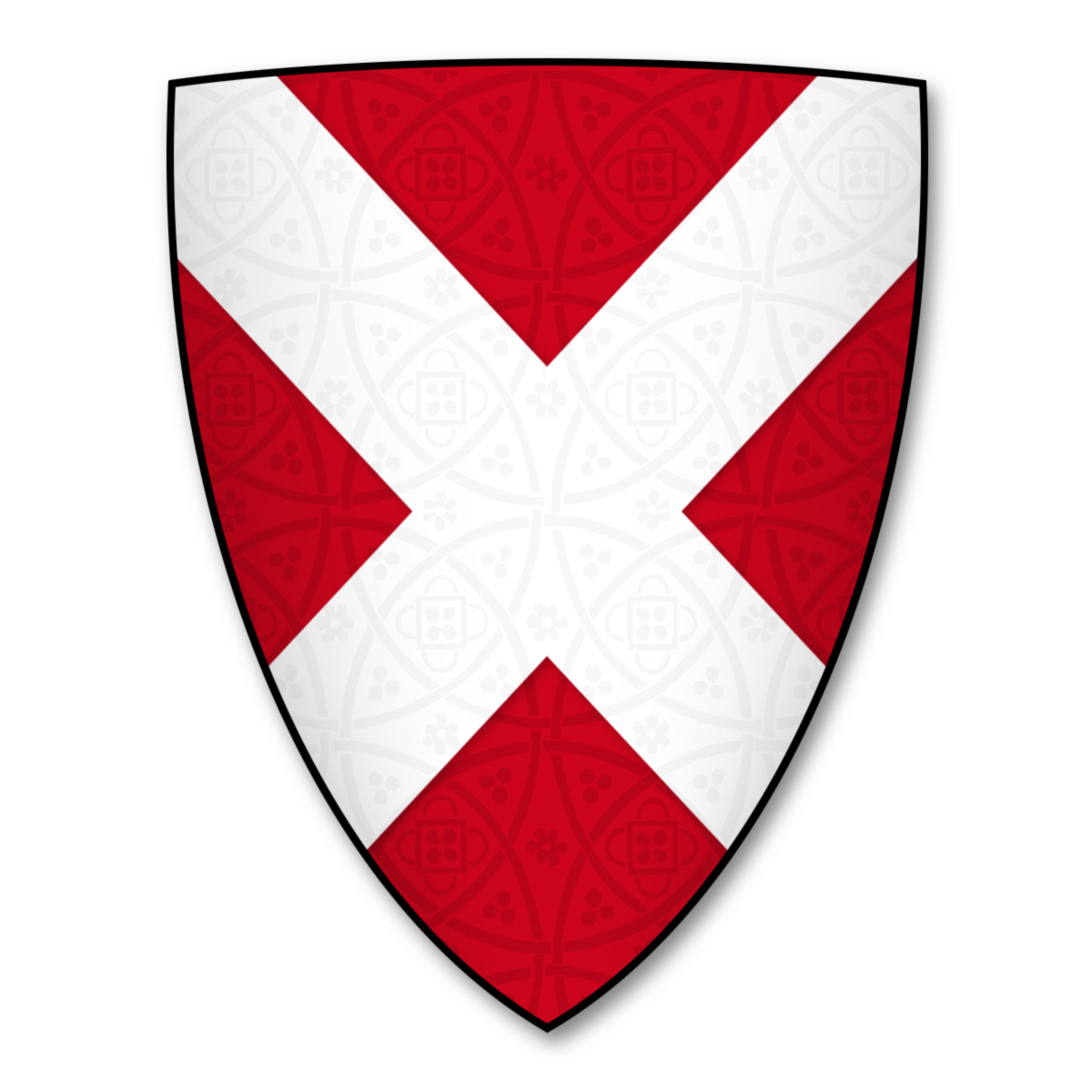
Neville-Wappen auf einem Schild alter Art
Neville, Earls of Westmorland, und Barons Neville of Raby
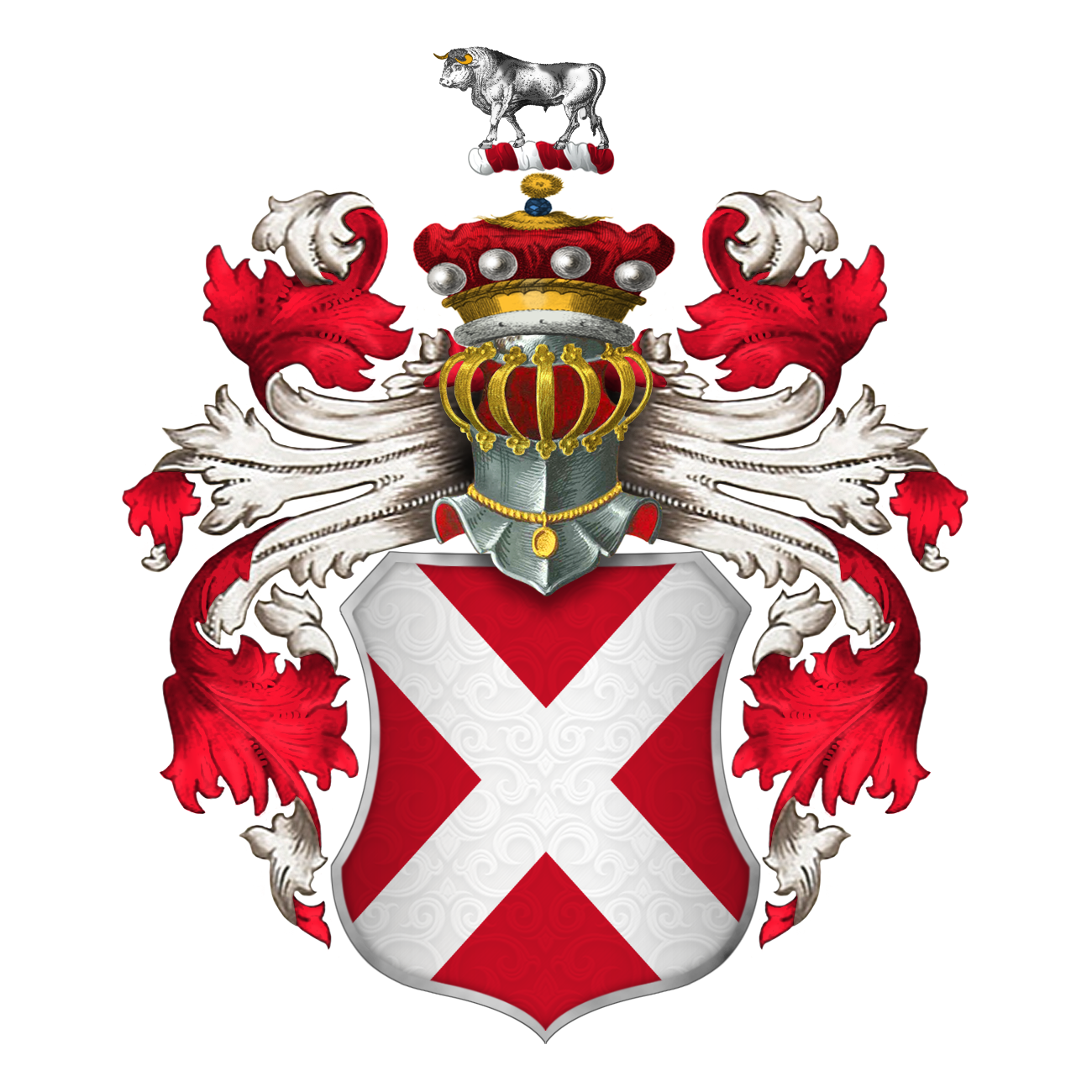
Neville, Barons of Raby
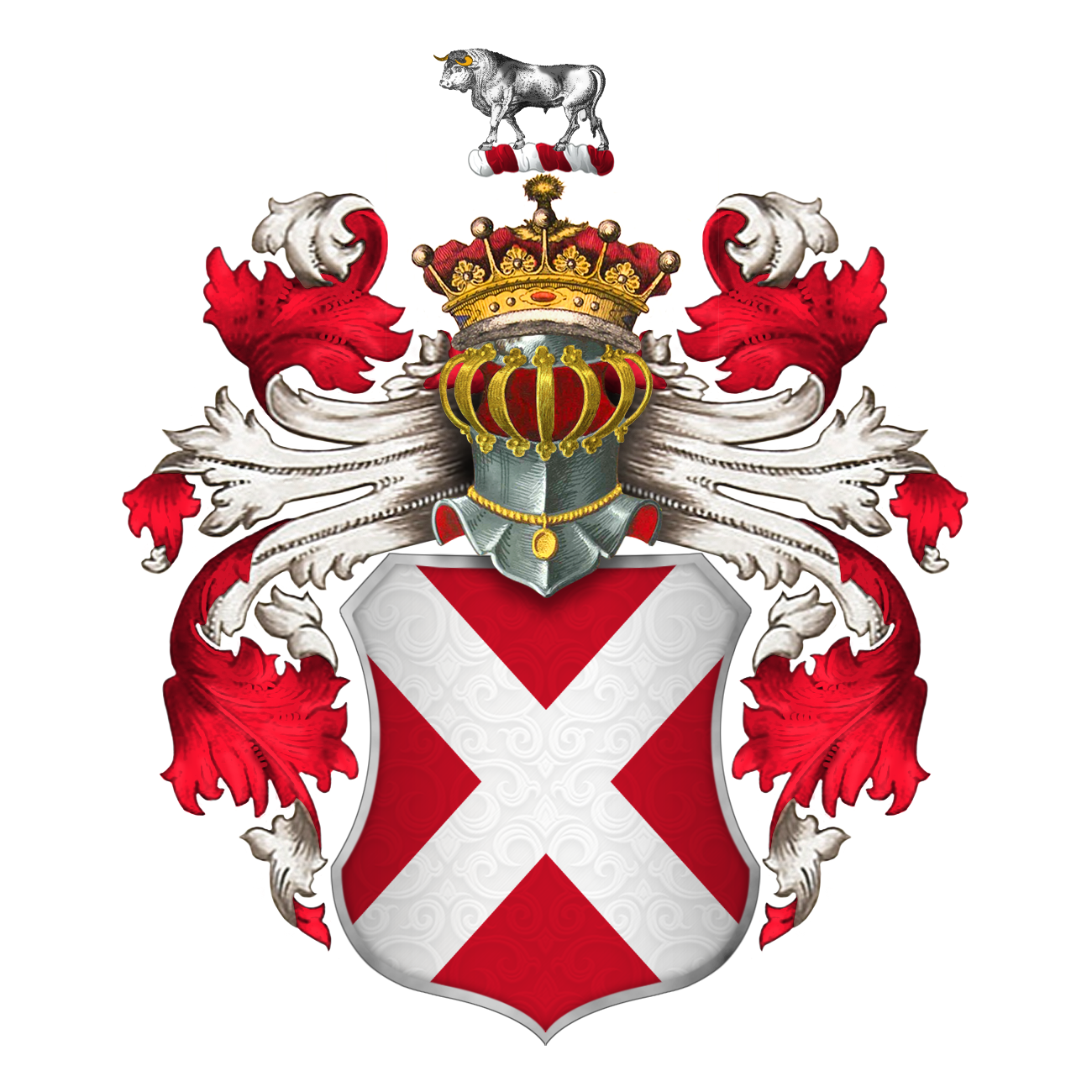
Neville, Earls of Westmorland
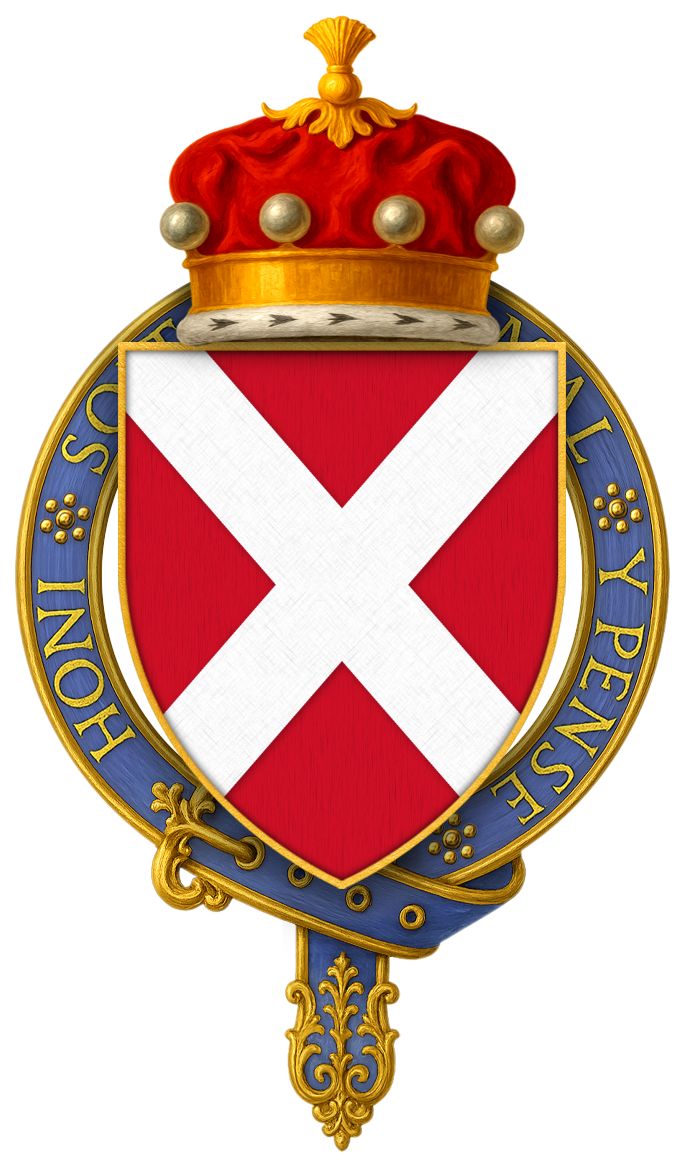
Sir John Neville, 3. Baron Neville de Raby, KG
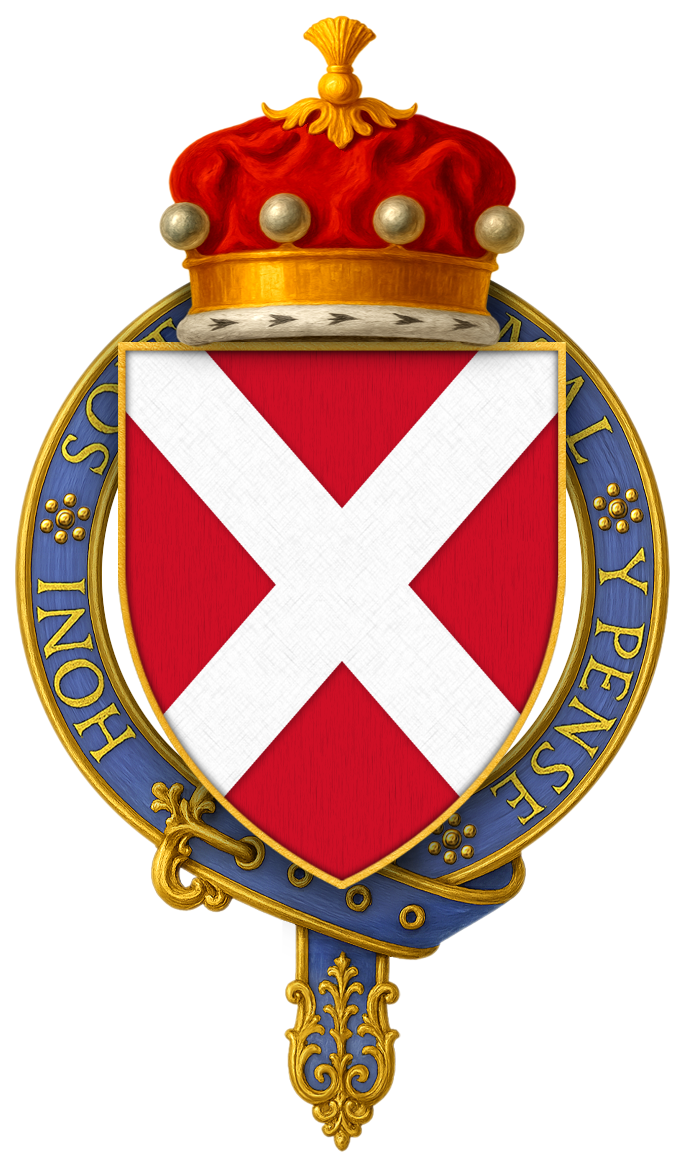
Sir Ralph Neville, 4. Baron Neville de Raby, KG
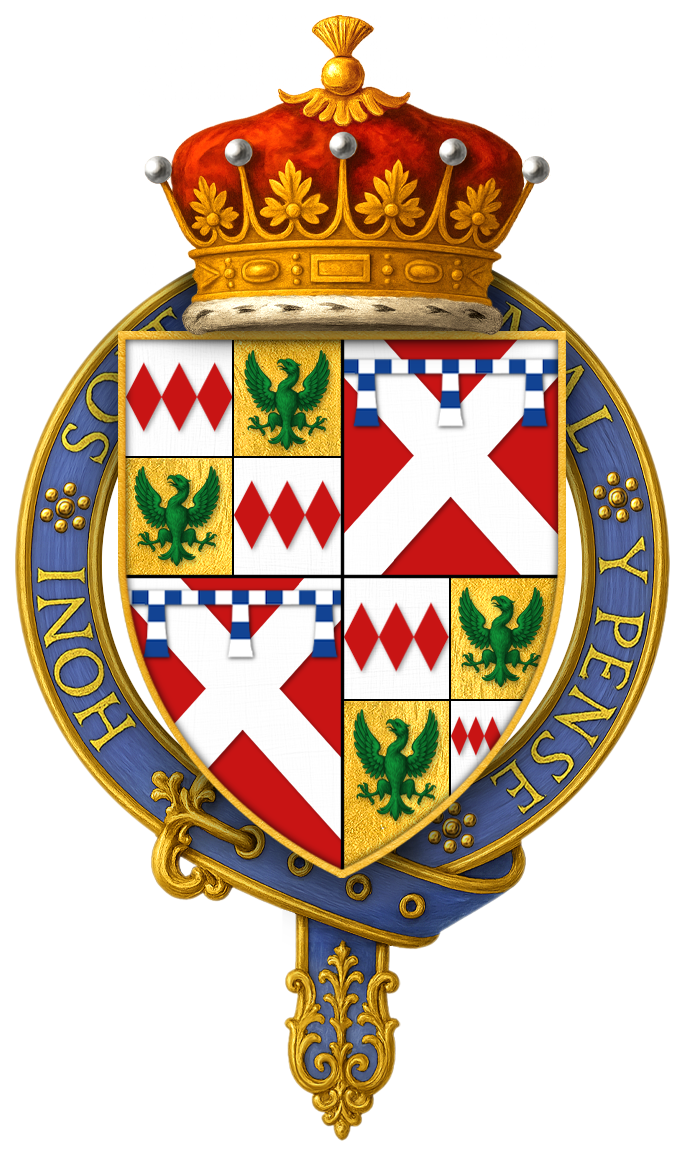
Sir Richard Neville, 5. Earl of Salisbury, KG
Wappen Richard Nevilles, 16. Earl of Warwick, der "Königsmacher"
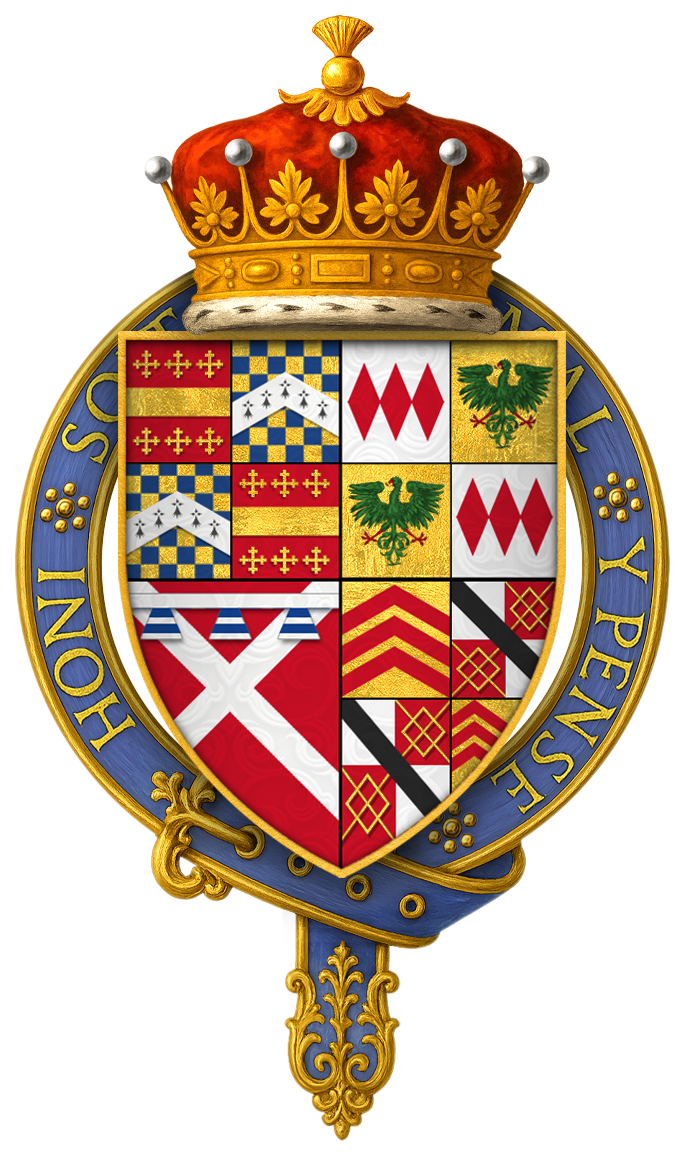
Wappen Richard Neville, 16. Earl of Warwick als Ritter des Hosenbandordens
Wappen Isabel Nevilles, Duchess of Clarence
Wappen Anne Neville als Königin von England.
Wappen Anne Neville als Königin von England (vereinfacht).
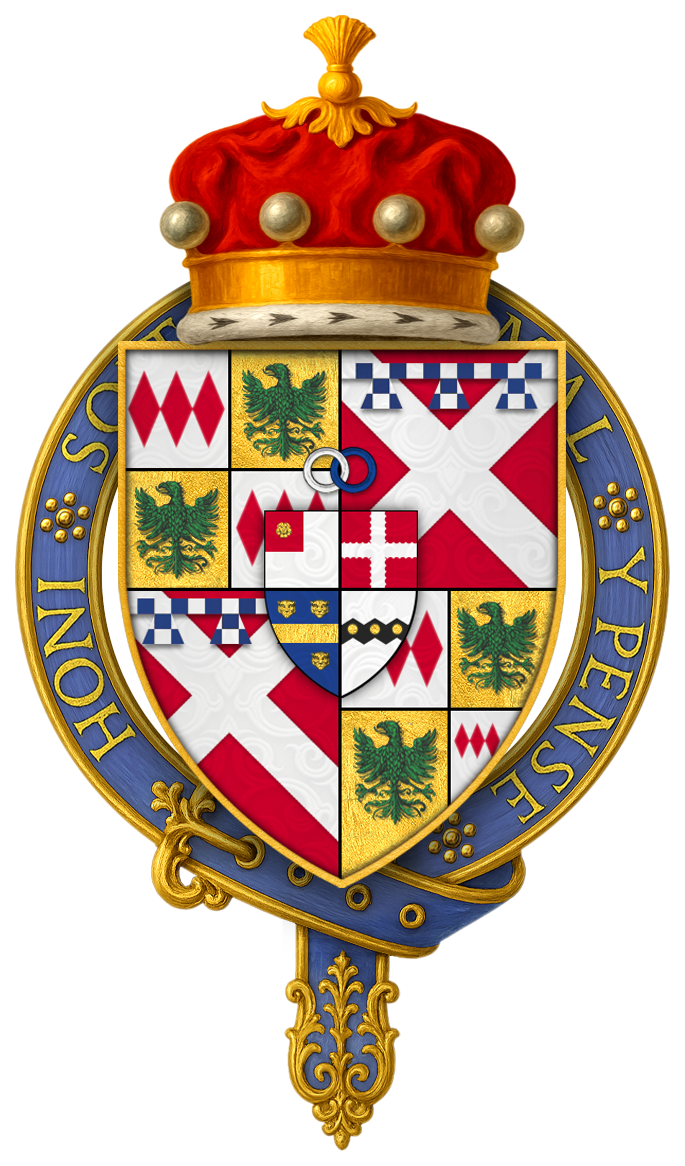
Wappen von Sir John Nevill, 1. Baron Montagu, KG, später Marquis of Montagu
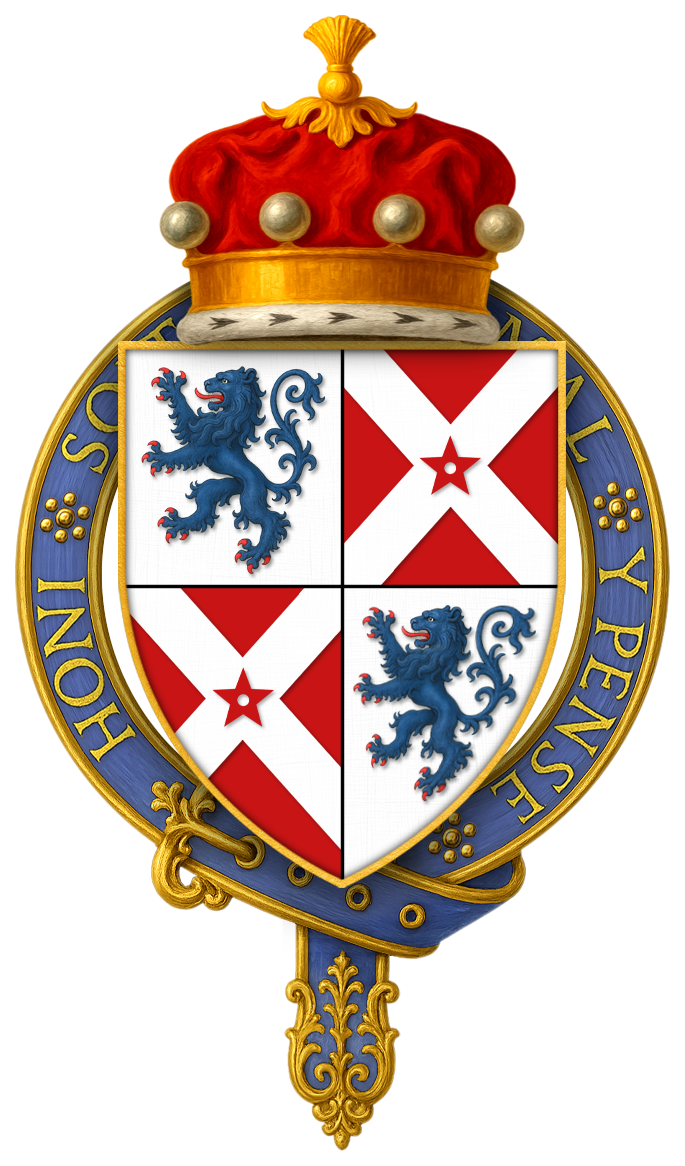
Wappen von Sir William Nevill, 6. Baron Fauconberg, KG
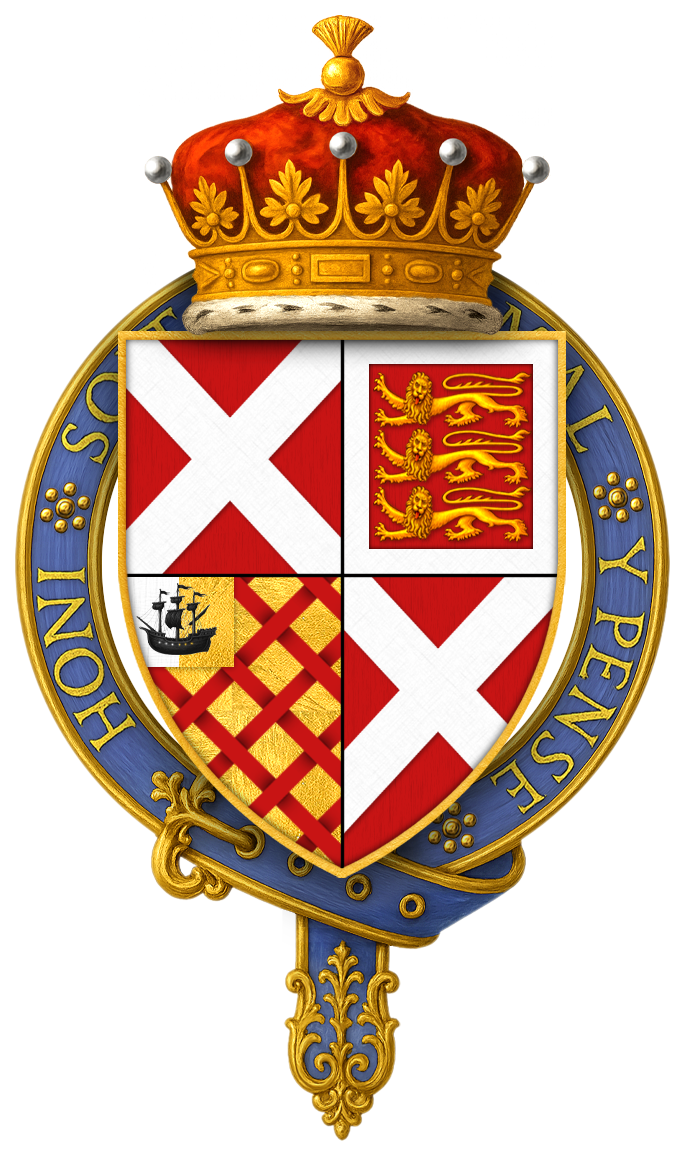
Wappen von Sir Ralph Neville, 4. Earl of Westmorland, KG
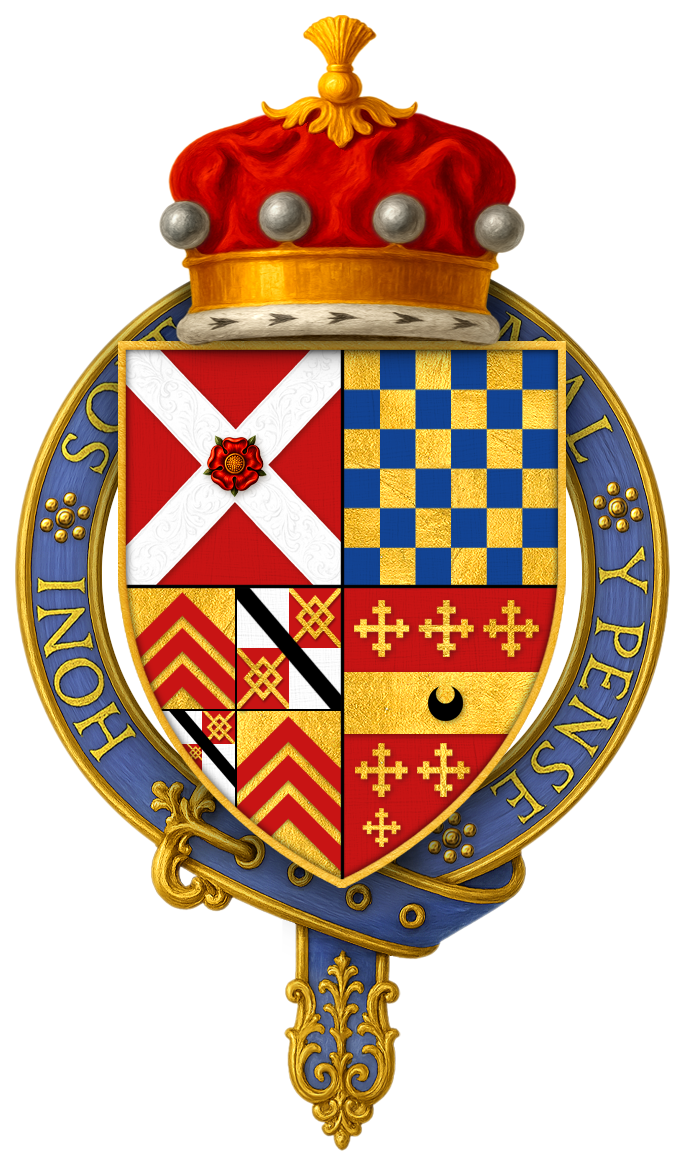
Wappen von Sir George Nevill, 5. Baron Bergavenny, KG
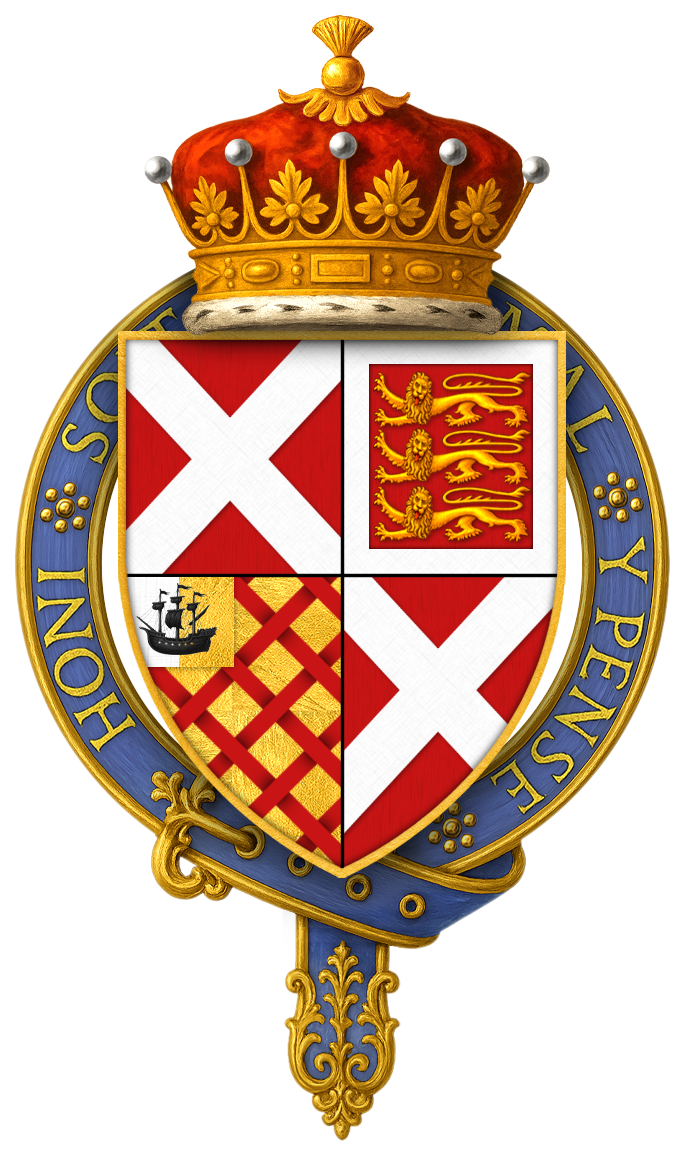
Wappen von Sir Henry Neville, 5. Earl of Westmorland, KG
Wappen des Marquess of Abergavenny, Earl of Abergavenny, Baron Bergavenny
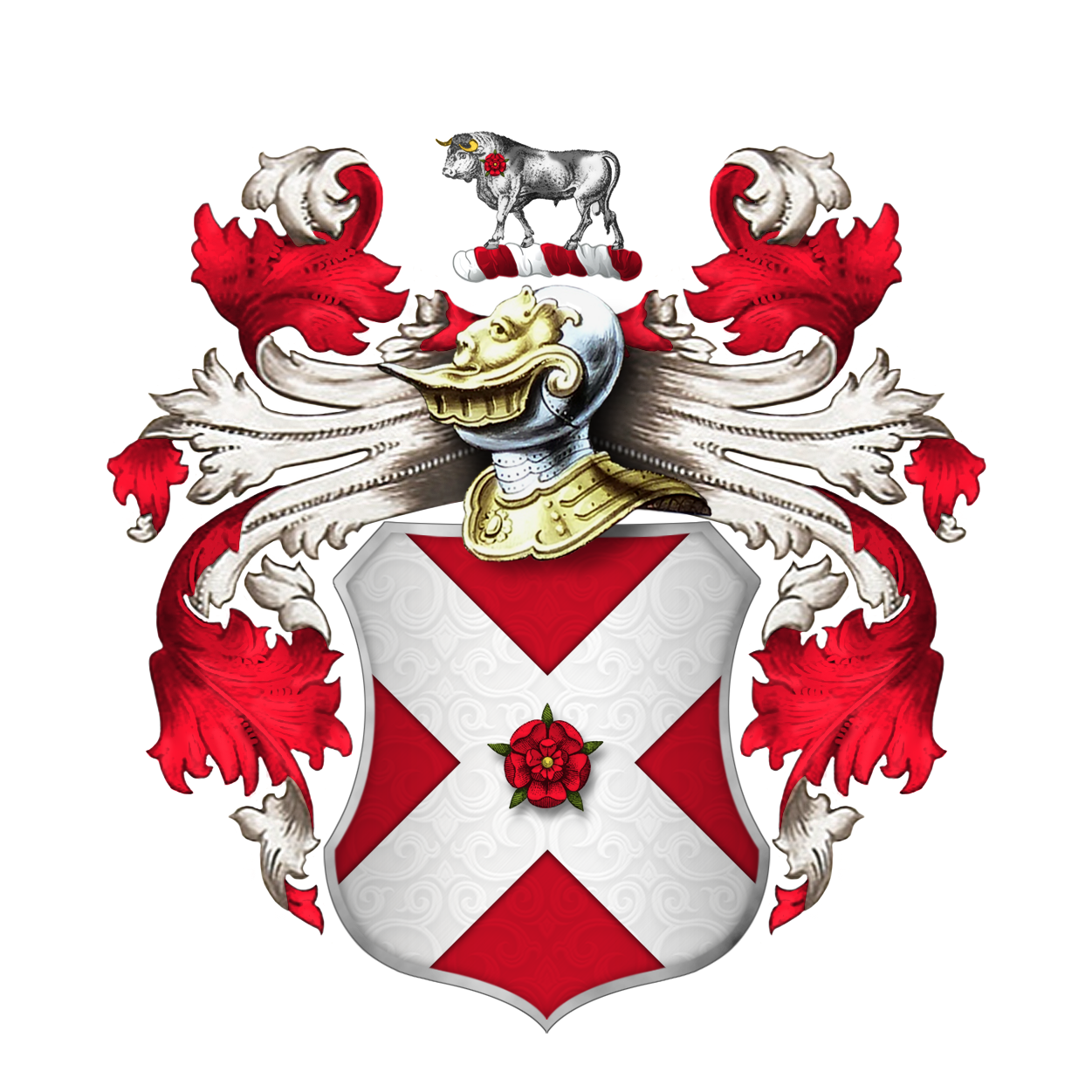
Wappen der Nevilles of Abergavenny, Monmouthshire, Wales
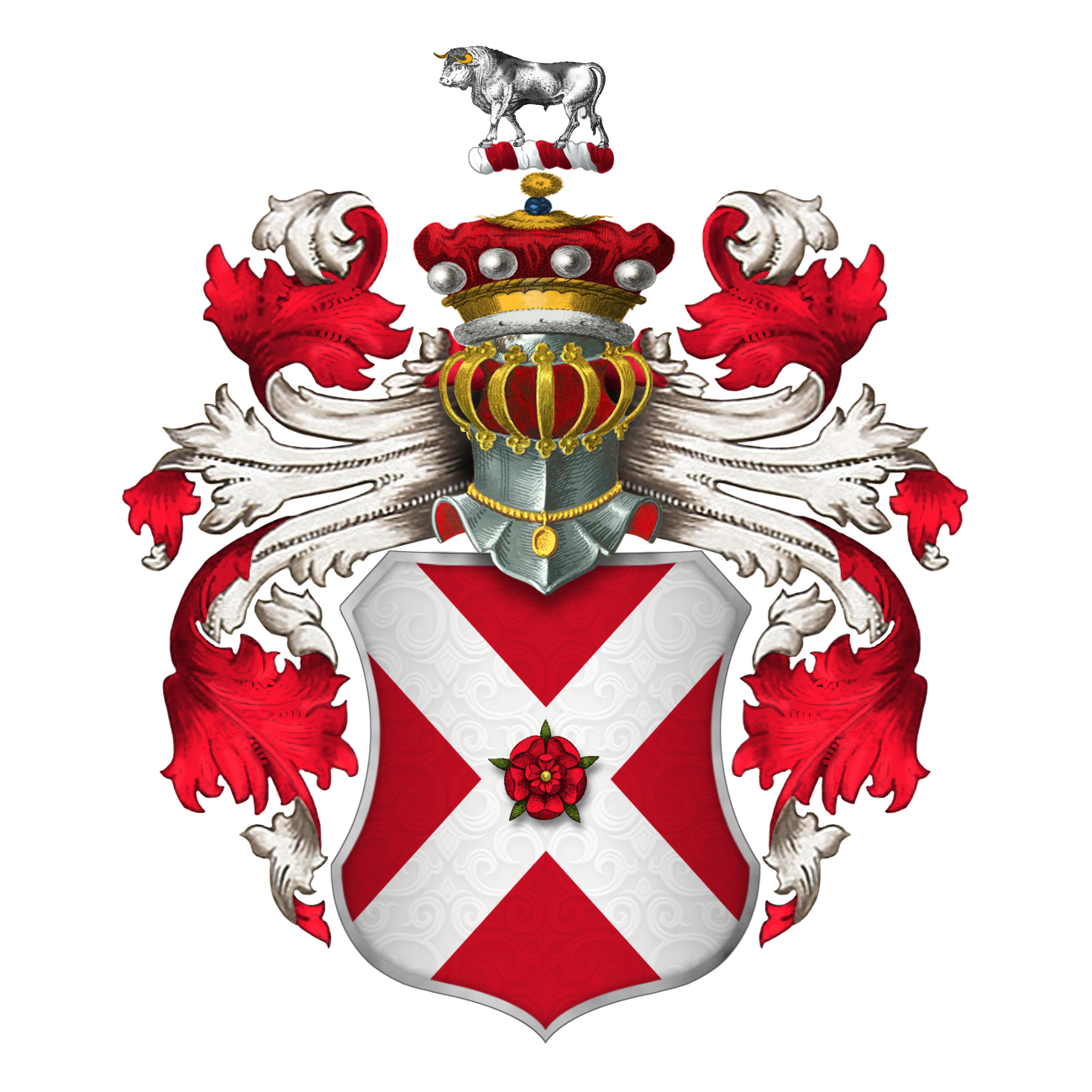
Wappen der Nevilles, Barons Bergavenny